# This Unruly Mess I've Made
This Unruly Mess I've Made è il secondo album in studio del duo statunitense, rispettivamente rapper e produttore discografico, Macklemore & Ryan Lewis. Nel gennaio 2016 viene annunciata l'uscita tramite i social e il loro sito ufficiale, prevista per il 26 febbraio dello stesso anno.

## Antefatti
In seguito alla pubblicazione nell'ottobre del 2013 del singolo White Walls, Macklemore & Ryan Lewis scompaiono dalla scena internazionale senza rilasciare dichiarazioni ufficiali, se non affermazioni da parte del loro manager circa una pausa dopo l'inimmaginabile successo dell'album The Heist.
La dichiarazione ufficiale del nuovo album avviene il 15 gennaio 2016 con un video dove Macklemore dichiara, quasi sotto forma di una canzone, le seguenti parole:
C'è creatività come affermazione. E c'è creatività come sopravvivenza. Sono posizioni molto differenti. Non sapevo cosa volevo dire. Non sapevo come l'inchiostro avrebbe impregnato la pagina. Come liberarmi dell'ansia e della soffocante paura che chiudeva le mie corde vocali. Dovevo trovare un modo per usare nuovamente la mia voce. Quindi, siamo diventati fantasmi. L'Addio Irlandese, nei boschi, nella morte dell'inverno. Abbiamo acquistato una casa di periferia del 1985, caricato dell'attrezzatura e abbandonato la città. 

Le persone creano musica per motivi completamente diversi. È la struttura che ci unisce. Balliamo insieme, piangiamo insieme. Festeggiamo le nostre comunità, ci interroghiamo sulla nostra politica, ridiamo, gridiamo, immaginiamo. 

Ciò che non riuscii a trovare in una stanza d'hotel, sulla strada o a Seattle, l'ho trovato in mezzo al nulla. Senza ricezione. Creando musica non perché dovevamo, ma perché la raggiungevamo. Mi ero dimenticato come fare ciò. Come non essere spaventato del palco su cui stiamo. Come non creare dalla posizione di "non mandarlo a puttane" ma creare da una posizione di "mandalo a puttane". Guarda il casino. Non solo quello che abbiamo creato noi, ma quello che è la struttura del nostro paese. Il casino in cui noi tutti viviamo. Smetti di rimanere in silenzio. Anche se non è perfetto, o politicamente corretto, devi dire la tua e devi ascoltare. 

Balla, piangi, interrogati su tutto, ridi, grida, immagina, vivi. La musica non è mai stata pensata per essere programmata, fabbricata o trasformata in una comodità. La musica è stata pensata per essere quell'unica cosa su cui possiamo fidarci per interrompere la prassi. Mette in moto conversazioni e cambia il modo con cui pensiamo e sentiamo. Se non hai paura di ciò che hai creato, non hai ancora finito. 

Non sapevo con cosa avremmo lasciato i boschi, ma ora lo so. Il 26 febbraio voglio condividerlo con voi, "Questo Casino Ribelle Che Ho Creato".»

## Singoli
Nell'estate del 2015, in corrispondenza e in onore della nascita della figlia di Macklemore, Sloane Haggerty, viene inaspettatamente pubblicato il singolo Growing Up (Sloane's Song), un featuring con Ed Sheeran, brano contenuto nel nuovo album.
Il 27 agosto 2015 pubblicano per il download digitale il nuovo singolo, Downtown, insieme a Eric Nally, Kool Moe Dee, Melle Mel e Grandmaster Caz e che anticipa il nuovo album.
Il 22 novembre si esibiscono sul palco degli American Music Award cantando il nuovo brano Kevin in collaborazione con Leon Bridges.
Il 22 gennaio viene pubblicato online il brano White Privilege II, altro singolo promozionale dell'album con la collaborazione di Jamila Woods, il quale tratta delle condizioni impari che ancora oggi vi sono (in particolar modo negli Stati Uniti) tra bianchi e neri, persino nello stesso ambiente del rap. Insieme al brano, molto controverso per i contenuti che definiscono attacchi personali verso celebrità come Miley Cyrus e Iggy Azalea, Macklemore & Ryan Lewis danno vita ad un progetto di sensibilizzazione sulla comunità di colore noto come "Black Lives Matter".

## Tracce
1. Light Tunnels (feat. Mike Slap)
2. Downtown (feat. Eric Nally, Melle Mel, Kool Moe Dee e Grandmaster Caz) – 4:52 (Haggerty e Lewis)
3. Brad Pitt's Cousin (feat. XP)
4. Buckshot (feat. KRS-One e Dj Premier)
5. Growing Up (Sloane's Song) (feat. Ed Sheeran) – 5:05 (Haggerty, Lewis, Sheeran, Karp, Arunga e Rawlings)
6. Kevin (feat. Leon Bridges)
7. St. Ides
8. Need To Know (feat. Chance the Rapper)
9. Dance Off (feat. Idris Elba e Anderson .Paak)
10. Let's Eat (feat. XP)
11. Bolo Tie (feat. YG)
12. The Train (feat. Carla Morrison)
13. White Privilege II (feat. Jamila Woods) – 8:42 (Haggerty)